# Viale dei Colli

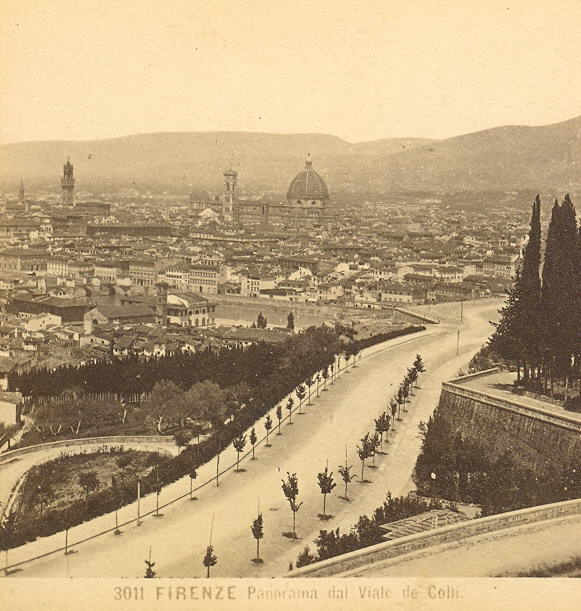
Viale dei Colli und Panorama von Florenz, Foto 19. Jahrhundert

Viale dei Colli (übersetzt etwa Hügelchaussee) heißt eine etwa 6 km lange Panoramastraße in Florenz. Sie reicht von der Porta Romana zum Ponte San Niccolò und wurde von Giuseppe Poggi während der kurzen Periode geplant und realisiert, als Florenz Hauptstadt Italiens war (1865–1871). Der Architekt beschrieb sie minutiös im 7. Kapitel seines Berichts über die Stadterweiterung von Florenz. Bewusst gestaltete er „malerische“ Effekte, bis hin zur Rampe zur Kirche San Miniato al Monte und zum Friedhof Cimitero delle Porte Sante. Als Höhepunkt der Aussichtsstraße ist der Piazzale Michelangelo konzipiert. Poggis gelungene Planung beeinflusste unter anderem das Projekt der Wiener Höhenstraße.